# Sublaines
Sublaines [syblɛn] ist eine französische Gemeinde mit 176 Einwohnern (Stand: 1. Januar 2022) im Département Indre-et-Loire, in der Région Centre-Val de Loire. Sie gehört zum Arrondissement Loches und zum Kanton Bléré. Ihre Einwohner nennen sich Sublainois und Sublainoises. Die Gemeinde ist Mitglied des Gemeindeverbandes Communauté de communes Autour de Chenonceaux Bléré-Val de Cher.

## Geographie
Sublaines liegt etwa 19 Kilometer ostsüdöstlich von Tours. Die Nachbargemeinden von Sublaines sind Bléré im Norden, Luzillé im Osten, Chédigny im Süden sowie Cigogné im Westen.
Durch den Norden der Gemeinde führt die Autoroute A85 (Anschlussstelle Bléré).

## Demographie
| Jahr                      | 1962 | 1968 | 1975 | 1982 | 1990 | 1999 | 2006 | 2013 | 2020 |
| Einwohner                 | 203  | 167  | 154  | 153  | 155  | 159  | 171  | 197  | 180  |
| Quelle: Cassini und INSEE |      |      |      |      |      |      |      |      |      |

## Sehenswürdigkeiten
- Pfarrkirche Saint-Martin aus dem 12. Jahrhundert, Umbauten aus dem 15. Jahrhundert, seit 1948 als Monument historique eingeschrieben
- Bauernhof de Cours aus der zweiten Hälfte des 16. Jahrhunderts, Turm mit dem Eingang seit 1963 als Monument historique eingeschrieben

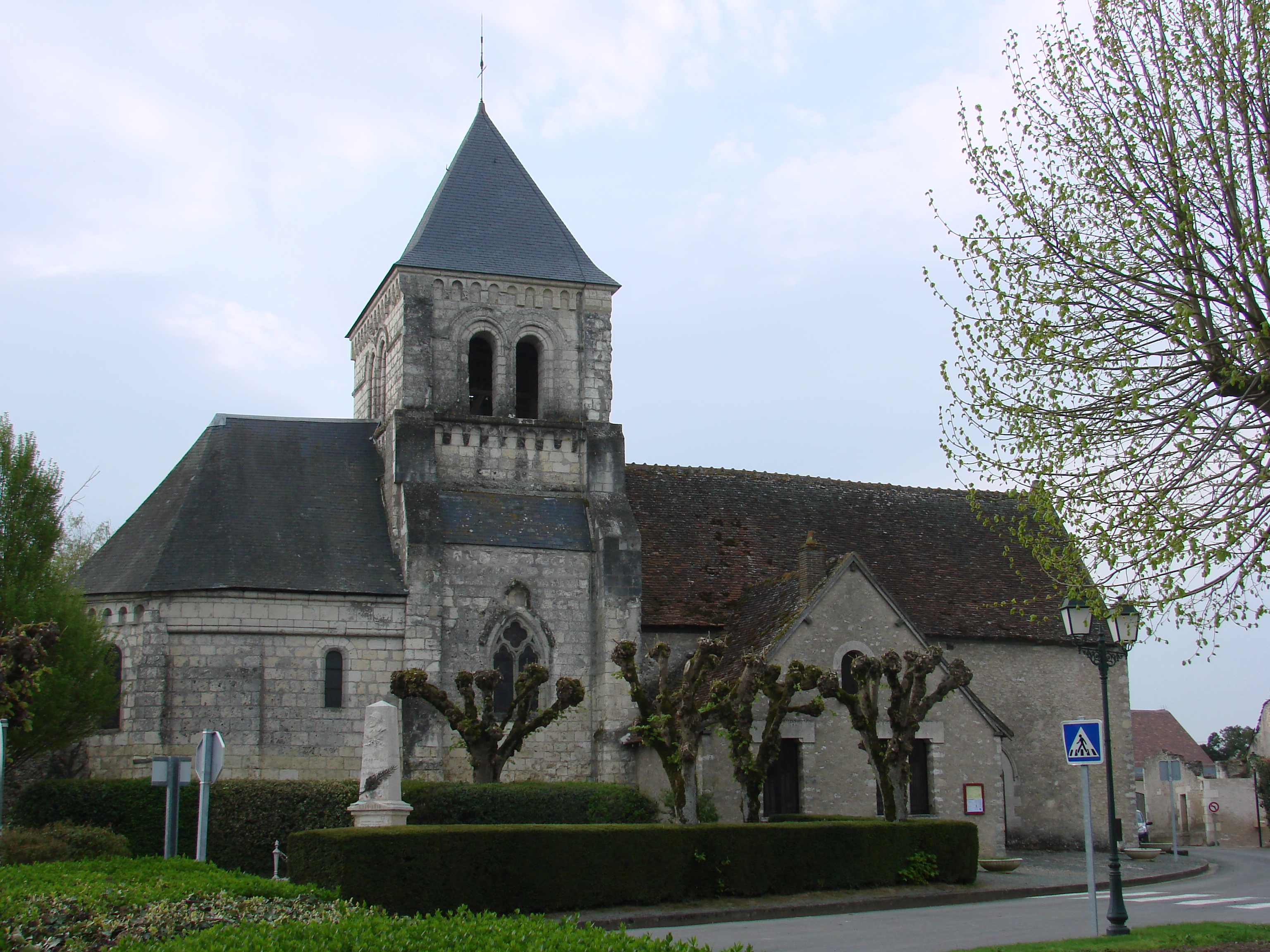
Pfarrkirche Saint-Martin
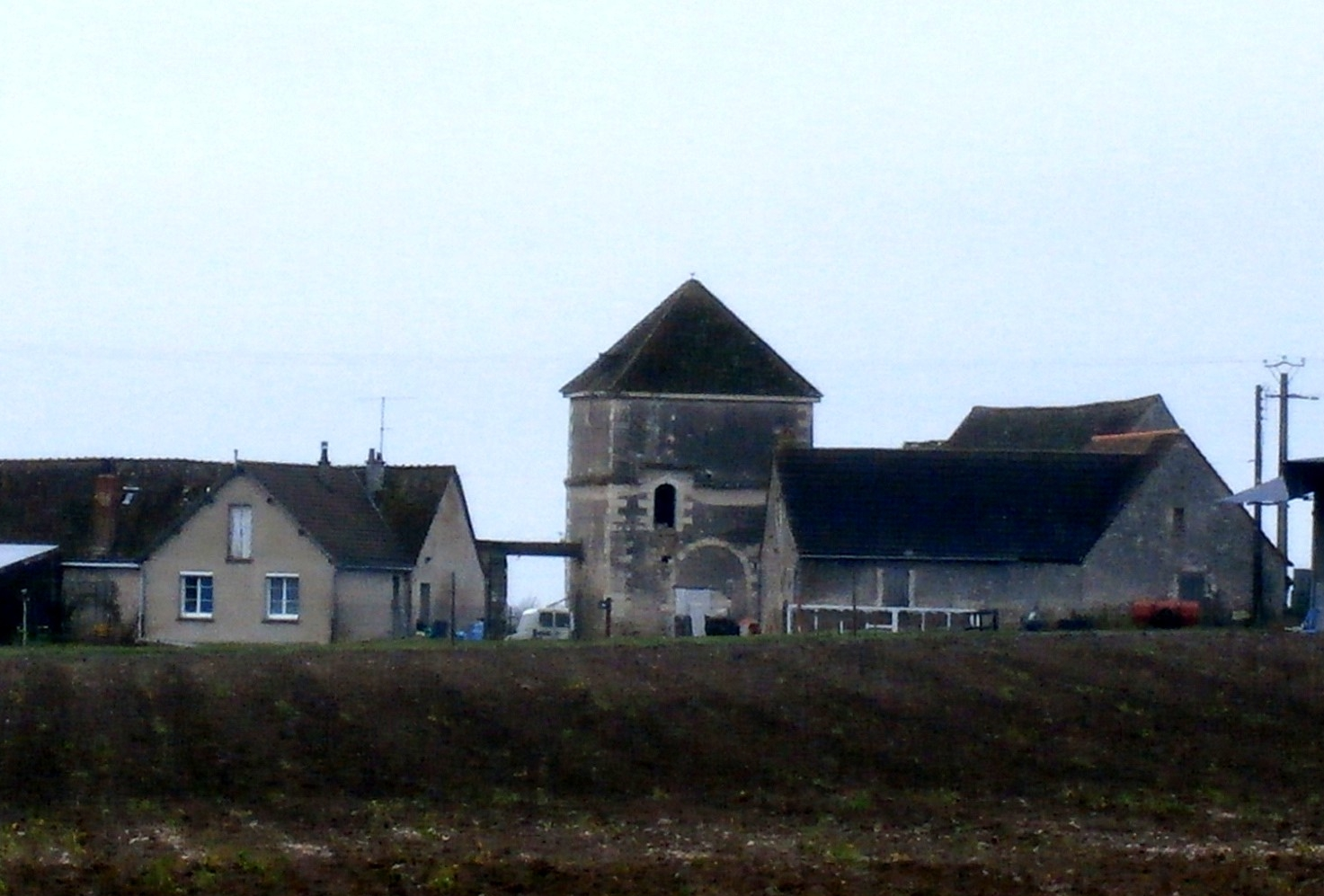
Bauernhof de Cours